# 10. Flak-Division
A 10. Flak-Division (em português: Décima Divisão Antiaérea) foi uma divisão de defesa antiaérea da Luftwaffe durante a Alemanha Nazi, que prestou serviço na Segunda Guerra Mundial. Foi formada a partir do Luftverteidigungskommando 10.

## Comandantes
- Johann Seifert, (1 de setembro de 1941 - 26 de junho de 1943)[2]
- Franz Engel, (26 de junho de 1943 - 3 de fevereiro de 1945)[2]
- Oskar Vorbrugg, (3 de fevereiro de 1945 - 10 de fevereiro de 1945)[2]
- Franz Engel, (10 de fevereiro de 1945 - 8 de fevereiro de 1945)[2]